# Programul Erasmus

Logo-ul programului Erasmus

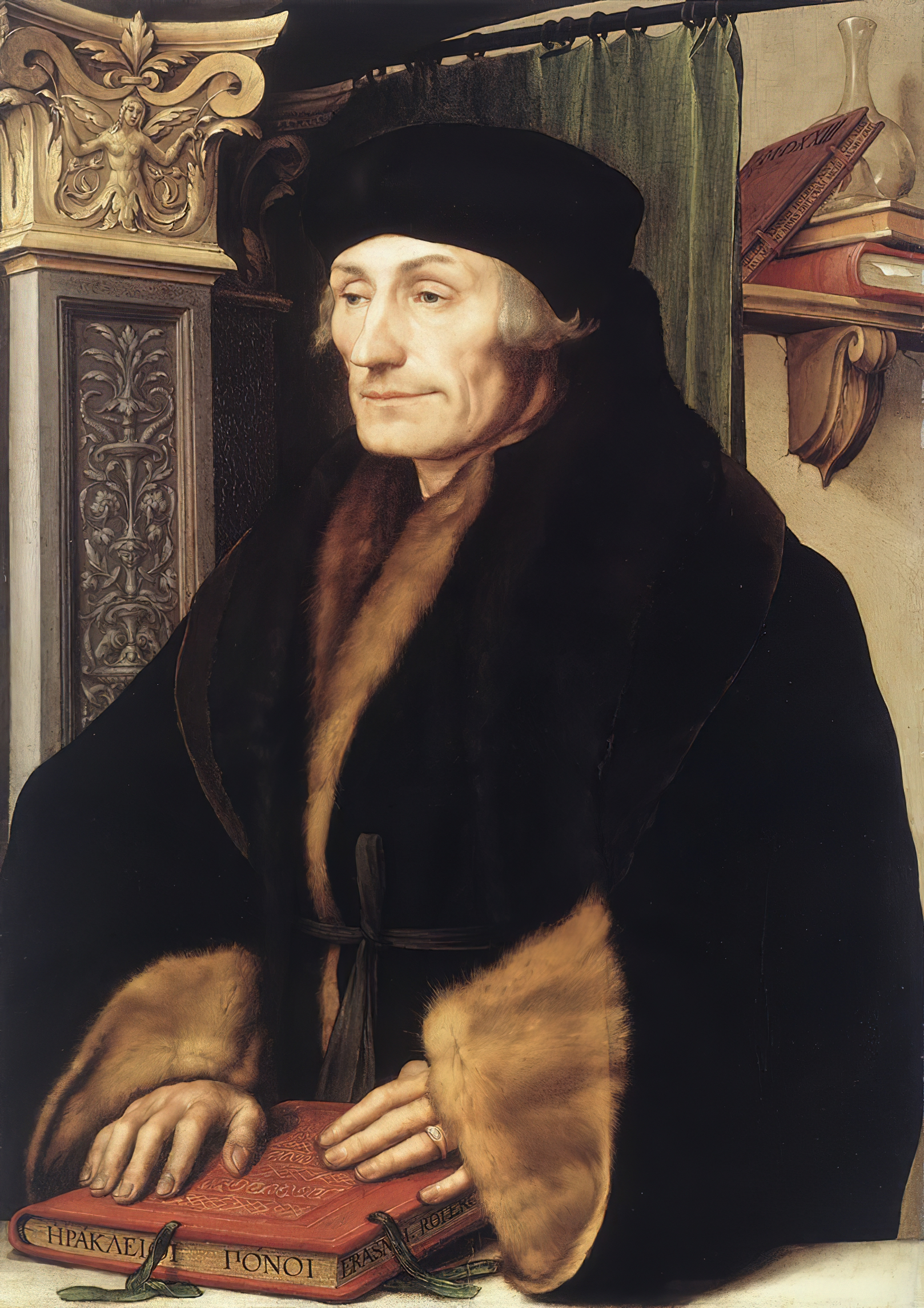
Erasmus din Rotterdam

Programul Erasmus (Schema de Acțiune a Comunității Europene pentru Mobilitatea Studenților) este un program al Uniunii Europene (UE), program de schimb studențesc înființat în 1987.  
Erasmus+ sau Erasmus Plus este noul program care combină toate programele actuale ale UE pentru educație, formare, tineret și sport, care a fost început în ianuarie 2014. 
Programul Erasmus, împreună cu o serie de alte programe independente, a fost inclus în programul Socrates, instituit de Comisia Europeană în 1994.  Programul Socrates s-a încheiat pe 31 decembrie 1999 și a fost înlocuit cu Programul Socrates II în data de 24 ianuarie 2000, care la rândul său a fost înlocuit cu Programul de învățare de-a lungul vieții 2007-2013, din 1 ianuarie 2007.